# Lịch sử phổ học

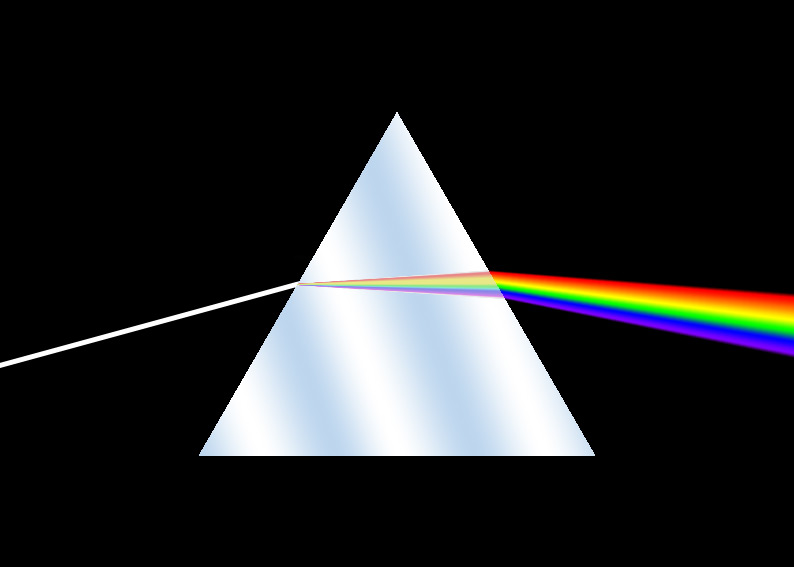
Ánh sáng tách thành quang phổ bằng cách khúc xạ qua lăng kính thủy tinh. Các góc phân tán màu sắc được phóng đại để dễ hình dung.

Lịch sử của quang phổ học được tính từ thế kỷ 17. Các phát minh mới xuất hiện trong quang học, đặc biệt là lăng kính, cho phép quan sát ánh sáng mặt trời một cách có hệ thống. Isaac Newton lần đầu tiên áp dụng từ phổ để mô tả cầu vồng màu sắc kết hợp với nhau để tạo thành ánh sáng trắng. Vào đầu những năm 1800, Joseph von Fraunhofer đã tiến hành các thí nghiệm với máy quang phổ phân tán giúp cho phép quang phổ trở thành một kỹ thuật khoa học định lượng và chính xác hơn. Kể từ đó, quang phổ đã phát huy và tiếp tục đóng một vai trò quan trọng trong hóa học, vật lý và thiên văn học. Fraunhofer đã quan sát và đo các vạch tối trong quang phổ của Mặt trời, hiện tại chúng mang tên ông mặc dù một số trong số chúng đã được Wollaston quan sát trước đó.